# 36 Geminorum
36 Geminorum, eller d Geminorum, är en vit stjärna i huvudserien i stjärnbilden Tvillingarna.
36 Geminorum har visuell magnitud +5,26 och är synlig för blotta ögat vid normal seeing. Den befinner sig på ett avstånd av ungefär 490 ljusår.